# Kalikalong (Loano)
Kalikalong is een bestuurslaag in het regentschap Purworejo van de provincie Midden-Java, Indonesië. Kalikalong telt 799 inwoners (volkstelling 2010).